# Talamancalia
 Talamancalia  H.Rob. & Cuatrec., 1994 è un genere di piante angiosperme dicotiledoni della famiglia delle Asteraceae (sottofamiglia Asteroideae).

## Etimologia
Il nome del genere deriva dalle montagne Talamanca della Costa Rica e Panama dove si sono trovato i primi esemplari di questo genere.
Il nome scientifico del genere è stato definito dai botanici Harold Ernest Robinson (1932-2020) e José Cuatrecasas (1903-1996) nella pubblicazione " Novon; a Journal for Botanical Nomenclature. St. Louis, MO" ( Novon 4(1): 49) del 1994.

## Descrizione
Habitus. Le specie di questo genere hanno un habitus di tipo erbaceo perenne sia subarbustivo che arbustivo. Le superfici delle piante possono essere sia glabre che debolmente pubescenti per peli irsuti o lanuginosi. L'altezza massima è di 2 metri.
Radici. Le radici in genere sono secondarie da rizoma e possono essere fibrose. I rizomi sono striscianti o legnosi.
Fusto. La parte aerea è eretta o ascendente; semplice o ramosa. Gli steli sono parzialmente fistolosi con midollo solido.
Foglie. Le foglie cauline, disposte in modo alternato, sono picciolate e più o meno alate. La forma della lamina è da ovata a ovato-lanceolata con contorno pennatolobato con base restringente verso il picciolo. I margini sono dentati o seghettati.
Infiorescenza. Le sinflorescenze sono composte da più capolini (ma anche pochi) organizzati in lasse formazioni corimbose. Le infiorescenze vere e proprie sono formate da un capolino terminale peduncolato di tipo radiato. Alla base dell'involucro (la struttura principale del capolino) è presente un calice formato da brattee filiformi su 2 - 3 serie. I capolini sono formati da un involucro, con forme campanulate, composto da diverse brattee, al cui interno un ricettacolo fa da base ai fiori di due tipi: quelli esterni del raggio e quelli più interni del disco. Le brattee, da 15 a 20 subuguali, sono disposte in modo embricato di solito su una sola serie e possono essere connate alla base. Il ricettacolo è nudo (senza pagliette a protezione della base dei fiori) e denticolato.
Fiori.  I fiori (fiori del raggio: da 8 a 15; fiori tubulosi: da 20 a 90) sono tetra-ciclici (formati cioè da 4 verticilli: calice – corolla – androceo – gineceo) e pentameri (calice e corolla formati da 5 elementi). Sono inoltre ermafroditi, più precisamente i fiori del raggio (quelli ligulati e zigomorfi) sono femminili; mentre quelli del disco centrale (tubulosi e actinomorfi) sono bisessuali o a volte funzionalmente maschili.
- Formula fiorale:

*/x K {\displaystyle \infty }, [C (5), A (5)], G 2 (infero), achenio
- Calice: i sepali del calice sono ridotti ad una coroncina di squame.
- Corolla: nella parte inferiore i petali della corolla sono saldati insieme e formano un tubo. In particolare le corolle dei fiori del disco centrale (tubulosi) terminano con delle fauci dilatate a raggiera con cinque lobi. I lobi sono strettamente oblunghi. Nella corolla dei fiori periferici (ligulati) il tubo si trasforma in un prolungamento da nastriforme o ligulato a filiforme o allargato, terminante più o meno con cinque dentelli. Il colore delle corolle è giallo o arancio. Le corolle hanno dei condotti di resina sia centrali che marginali.
- Androceo: gli stami sono 5 con dei filamenti liberi. La parte basale del collare dei filamenti può essere dilatata. Le antere invece sono saldate fra di loro e formano un manicotto che circonda lo stilo. Le antere sono senza coda ("ecaudate"). La struttura delle antere è di tipo tetrasporangiato, raramente sono bisporangiate. Il tessuto endoteciale è radiale o polarizzato. Il polline è tricolporato (tipo "helianthoid").[11]
- Gineceo: lo stilo è biforcato con due stigmi nella parte apicale. Gli stigmi sono apicalmente arrotondati; possono avere un ciuffo centrale di peli; possono inoltre essere ricoperti da minute papille; altre volte i peli sono di tipo penicillato. Le superfici stigmatiche sono separate.  L'ovario è infero uniloculare formato da 2 carpelli.

Frutti. I frutti sono degli acheni con pappo. La forma degli acheni è ellittico-oblunga; la superficie è percorsa da 10 coste longitudinali e può essere pubescente per peli mucillaginosi. Possono essere presenti delle ali o degli ispessimenti marginali. Non sempre il carpoforo è distinguibile. Il pappo è formato da numerose setole snelle multiseriate caduche disposte su 4 serie.

## Biologia
Impollinazione: l'impollinazione avviene tramite insetti (impollinazione entomogama tramite farfalle diurne e notturne).
Riproduzione: la fecondazione avviene fondamentalmente tramite l'impollinazione dei fiori (vedi sopra).
Dispersione: i semi (gli acheni) cadendo a terra sono successivamente dispersi soprattutto da insetti tipo formiche (disseminazione mirmecoria). In questo tipo di piante avviene anche un altro tipo di dispersione: zoocoria. Infatti gli uncini delle brattee dell'involucro (se presenti) si agganciano ai peli degli animali di passaggio disperdendo così anche su lunghe distanze i semi della pianta. Inoltre per merito del pappo il vento può trasportare i semi anche a distanza di alcuni chilometri (disseminazione anemocora).

## Distribuzione e habitat
Le specie di questo genere sono distribuite in Costa Rica e Panama.

## Tassonomia
La famiglia di appartenenza di questa voce (Asteraceae o Compositae, nomen conservandum) probabilmente originaria del Sud America, è la più numerosa del mondo vegetale, comprende oltre 23.000 specie distribuite su 1.535 generi, oppure 22.750 specie e 1.530 generi secondo altre fonti (una delle checklist più aggiornata elenca fino a 1.679 generi). La famiglia attualmente (2021) è divisa in 16 sottofamiglie; la sottofamiglia Asteroideae è una di queste e rappresenta l'evoluzione più recente di tutta la famiglia.

### Filogenesi
Il genere di questa voce appartiene alla sottotribù Senecioninae della tribù Senecioneae (una delle 21 tribù della sottofamiglia Asteroideae). In base ai dati filogenetici la sottotribù, all'interno della tribù, occupa il "core" della tribù e insieme alla sottotribù Othonninae forma un "gruppo fratello".
I seguenti caratteri sono indicativi per la sottotribù:
- il portamento è molto vario (erbe, arbusti, liane, epifite, alberelli o alberi);
- le foglie sono sia basali che cauline disposte in modo alternato;
- sono presenti capolini sia radiati, disciformi o discoidi;
- le antere sono tetrasporangiate, raramente bisporangiate.

La struttura della sottotribù è molto complessa e articolata (è la più numerosa della tribù con oltre 1.200 specie distribuite su un centinaio di generi) e al suo interno sono raccolti molti sottogruppi caratteristici le cui analisi sono ancora da completare. Il genere della specie di questa voce nell'ambito della sottotribù, da un punto di vista filogenetico, occupa una posizione abbastanza vicina al "core" della sottotribù (indica quindi una recente separazione). In particolare il genere Talamancalia fa parte di un clade (subclade A) abbastanza supportato comprendente i seguenti generi: Charadranaetes, Dorobaea, Garcibarrigoa, Jessea, Pseudogynoxys e Talamancalia. Questo clade inoltre con un altro clade (subclade B) formato dai tre generi Misbrookea, Werneria e Xenophyllum (quest'ultimo genere è considerato un sinonimo di Werneria) forma un "gruppo fratello". Basale a questi due cladi si trova la specie Senecio arnaldii. La maggior parte di questi generi del Centro America sono stati segregati dal grande genere polifiletico Senecio. Talamancalia fa parte del "gruppo fratello", "core" del subclade A, comprendente anche i generi Jessea e Charadranaetes (vedi cladogramma).
|  | Misbrookea  |
|  |             |
|  | Werneria    |
|  |             |
|  | Xenophyllum |
|  |             |

|  | Talamancalia                                              |
|  |                                                           |
|  | \| \| Charadranaetes \| \| \| \| \| \| Jessea \| \| \| \| |
|  |                                                           |
|  | Charadranaetes                                            |
|  |                                                           |
|  | Jessea                                                    |
|  |                                                           |

|  | Charadranaetes |
|  |                |
|  | Jessea         |
|  |                |

|  | Talamancalia                                              |
|  |                                                           |
|  | \| \| Charadranaetes \| \| \| \| \| \| Jessea \| \| \| \| |
|  |                                                           |
|  | Charadranaetes                                            |
|  |                                                           |
|  | Jessea                                                    |
|  |                                                           |

|  | Charadranaetes |
|  |                |
|  | Jessea         |
|  |                |

|  | Talamancalia                                              |
|  |                                                           |
|  | \| \| Charadranaetes \| \| \| \| \| \| Jessea \| \| \| \| |
|  |                                                           |
|  | Charadranaetes                                            |
|  |                                                           |
|  | Jessea                                                    |
|  |                                                           |

|  | Charadranaetes |
|  |                |
|  | Jessea         |
|  |                |

|  | Talamancalia                                              |
|  |                                                           |
|  | \| \| Charadranaetes \| \| \| \| \| \| Jessea \| \| \| \| |
|  |                                                           |
|  | Charadranaetes                                            |
|  |                                                           |
|  | Jessea                                                    |
|  |                                                           |

|  | Charadranaetes |
|  |                |
|  | Jessea         |
|  |                |

|  | Misbrookea  |
|  |             |
|  | Werneria    |
|  |             |
|  | Xenophyllum |
|  |             |

|  | Talamancalia                                              |
|  |                                                           |
|  | \| \| Charadranaetes \| \| \| \| \| \| Jessea \| \| \| \| |
|  |                                                           |
|  | Charadranaetes                                            |
|  |                                                           |
|  | Jessea                                                    |
|  |                                                           |

|  | Charadranaetes |
|  |                |
|  | Jessea         |
|  |                |

|  | Talamancalia                                              |
|  |                                                           |
|  | \| \| Charadranaetes \| \| \| \| \| \| Jessea \| \| \| \| |
|  |                                                           |
|  | Charadranaetes                                            |
|  |                                                           |
|  | Jessea                                                    |
|  |                                                           |

|  | Charadranaetes |
|  |                |
|  | Jessea         |
|  |                |

|  | Talamancalia                                              |
|  |                                                           |
|  | \| \| Charadranaetes \| \| \| \| \| \| Jessea \| \| \| \| |
|  |                                                           |
|  | Charadranaetes                                            |
|  |                                                           |
|  | Jessea                                                    |
|  |                                                           |

|  | Charadranaetes |
|  |                |
|  | Jessea         |
|  |                |

|  | Talamancalia                                              |
|  |                                                           |
|  | \| \| Charadranaetes \| \| \| \| \| \| Jessea \| \| \| \| |
|  |                                                           |
|  | Charadranaetes                                            |
|  |                                                           |
|  | Jessea                                                    |
|  |                                                           |

|  | Charadranaetes |
|  |                |
|  | Jessea         |
|  |                |

|  | Misbrookea  |
|  |             |
|  | Werneria    |
|  |             |
|  | Xenophyllum |
|  |             |

|  | Talamancalia                                              |
|  |                                                           |
|  | \| \| Charadranaetes \| \| \| \| \| \| Jessea \| \| \| \| |
|  |                                                           |
|  | Charadranaetes                                            |
|  |                                                           |
|  | Jessea                                                    |
|  |                                                           |

|  | Charadranaetes |
|  |                |
|  | Jessea         |
|  |                |

|  | Talamancalia                                              |
|  |                                                           |
|  | \| \| Charadranaetes \| \| \| \| \| \| Jessea \| \| \| \| |
|  |                                                           |
|  | Charadranaetes                                            |
|  |                                                           |
|  | Jessea                                                    |
|  |                                                           |

|  | Charadranaetes |
|  |                |
|  | Jessea         |
|  |                |

|  | Talamancalia                                              |
|  |                                                           |
|  | \| \| Charadranaetes \| \| \| \| \| \| Jessea \| \| \| \| |
|  |                                                           |
|  | Charadranaetes                                            |
|  |                                                           |
|  | Jessea                                                    |
|  |                                                           |

|  | Charadranaetes |
|  |                |
|  | Jessea         |
|  |                |

|  | Talamancalia                                              |
|  |                                                           |
|  | \| \| Charadranaetes \| \| \| \| \| \| Jessea \| \| \| \| |
|  |                                                           |
|  | Charadranaetes                                            |
|  |                                                           |
|  | Jessea                                                    |
|  |                                                           |

|  | Charadranaetes |
|  |                |
|  | Jessea         |
|  |                |

|  | Misbrookea  |
|  |             |
|  | Werneria    |
|  |             |
|  | Xenophyllum |
|  |             |

|  | Talamancalia                                              |
|  |                                                           |
|  | \| \| Charadranaetes \| \| \| \| \| \| Jessea \| \| \| \| |
|  |                                                           |
|  | Charadranaetes                                            |
|  |                                                           |
|  | Jessea                                                    |
|  |                                                           |

|  | Charadranaetes |
|  |                |
|  | Jessea         |
|  |                |

|  | Talamancalia                                              |
|  |                                                           |
|  | \| \| Charadranaetes \| \| \| \| \| \| Jessea \| \| \| \| |
|  |                                                           |
|  | Charadranaetes                                            |
|  |                                                           |
|  | Jessea                                                    |
|  |                                                           |

|  | Charadranaetes |
|  |                |
|  | Jessea         |
|  |                |

|  | Talamancalia                                              |
|  |                                                           |
|  | \| \| Charadranaetes \| \| \| \| \| \| Jessea \| \| \| \| |
|  |                                                           |
|  | Charadranaetes                                            |
|  |                                                           |
|  | Jessea                                                    |
|  |                                                           |

|  | Charadranaetes |
|  |                |
|  | Jessea         |
|  |                |

|  | Talamancalia                                              |
|  |                                                           |
|  | \| \| Charadranaetes \| \| \| \| \| \| Jessea \| \| \| \| |
|  |                                                           |
|  | Charadranaetes                                            |
|  |                                                           |
|  | Jessea                                                    |
|  |                                                           |

|  | Charadranaetes |
|  |                |
|  | Jessea         |
|  |                |

I caratteri distintivi per le specie del genere  Talamancalia sono:
- le foglie sono più o meno pubescenti;
- i fiori del raggio sono numerosi (da 8 a 11);
- la lamina dei fiori del raggio è distintamente più lunga della parte tubulosa;
- i fiori sono gialli o arancio;
- il ricettacolo è denticolato.

### Elenco delle specie
Questo genere ha 2 specie:
- Talamancalia boquetensis (Standl.) H.Rob. & Cuatrec.
- Talamancalia westonii  H.Rob. & Cuatrec.